# Aegapheles kwazulu
Aegapheles kwazulu är en kräftdjursart som först beskrevs av Bruce 2004.  Aegapheles kwazulu ingår i släktet Aegapheles och familjen Aegidae. Inga underarter finns listade i Catalogue of Life.